# Grelina

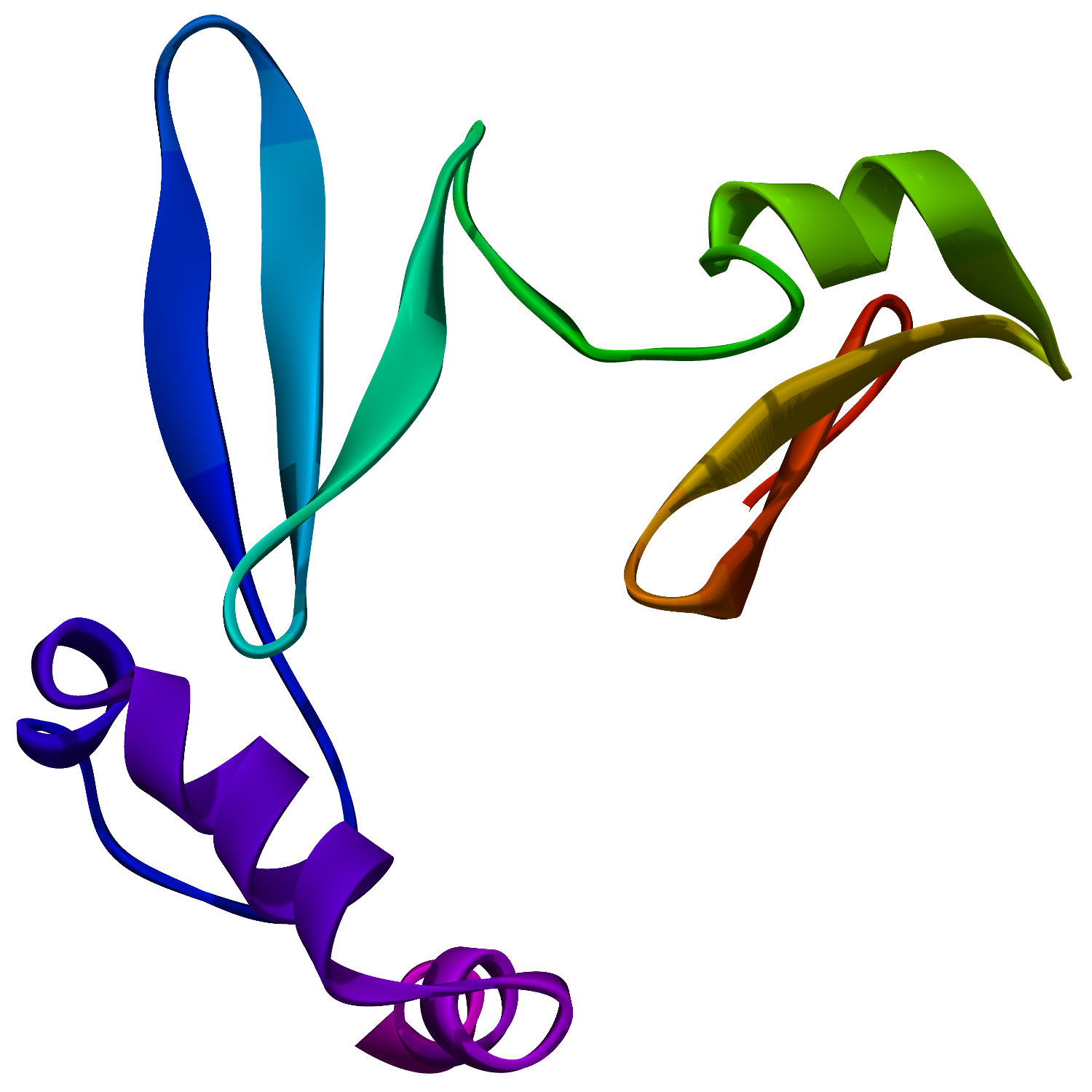
Mólecula de grelina em 3D

Grelina, também conhecida como o "hormônio da fome", é um hormônio peptídeo produzida principalmente pelas células épsilon do estômago e do pâncreas quando o estômago está vazio e atuam no hipotálamo lateral e no núcleo arqueado gerando a sensação de fome.

## História
Foi descoberta por pesquisadores japoneses em 1999, mas foram os cientistas britânicos que associaram esse hormônio a sensação da fome e, por consequência, um estimulante de apetite.

## Função
Quando o estômago fica vazio, intensifica a secreção da grelina, o hormônio atua no cérebro dando a sensação de fome; quanto mais elevado for a produção, resultando em concentrações altas no sangue, maior será a sensação de fome. Quando nos alimentamos, a secreção da grelina diminui e a secreção de leptina aumenta gerando saciedade.
Também é produzido em quantidades substancialmente menores pelo intestino, rim, hipófise, placenta e hipotálamo. A grelina também participa do equilíbrio energético, aumentando o armazenamento de gordura.
Ela também tem um papel importante na via de recompensa dopaminérgica por reforço positivo, na memória e na adaptação a novos ambientes. É um dos responsáveis pela adicção a comidas gordurosas e açucaradas e a bebidas alcoólicas.

## Obesidade
Ao contrário do que se é de se esperar a quantidade de grelina em obesos é menor do que nas pessoas com o peso ideal. O que acontece é que os obesos tem uma maior sensibilidade a esse hormônio, e um mecanismo que reduz sua produção quando se ganha peso. Outros hormônios como a leptina e a adiponectina tem maior papel na obesidade.
As pessoas magras secretam grandes quantidades de grelina enquanto dormem, já esse fenômeno não é verificado nos obesos. Dormir pouco e fazer dieta aumentam a secreção de grelina e o acúmulo de gordura.